# 1987년~1989년 티베트 불온사태
1987년-1989년 티베트 불온사태(중국어: 1987年-1989年拉薩騷亂)는 1987년 9월 27일부터 1989년 3월 7일까지 중화인민공화국 각지(사천성, 서장자치구, 청해성, 운남성, 감숙성)에서 벌어진 티베트 독립 요구 저항행동이다. 1989년 3월 5일 티베트의 수도 라싸에서 최대 규모의 시위가 있었으며, 1959년 티베트 봉기 30주년을 맞아 수많은 승려, 비구니, 인민들이 몰려들었다. 중국 공안은 시위를 진압하려 했으나 그럴수록 시위자들이 더욱 불어났다. 1989년 3월 8일 계엄령이 발효되고 3월 10일 외국인 기자들과 관광객들이 티베트에서 추방되었다. 중국 군경이 티베트 시위자들에게 가한 폭력의 결과 사상자가 발생했음은 명백하나, 정확히 얼마나 죽었는지는 알 수 없다.
당시 티베트 서기였던 후진타오가 이 시위의 유혈진압을 몸소 현장에서 진두지휘하면서 덩샤오핑의 눈에 들어 출세하게 되었다.

## 사건 일지
1987년
- 9월 27일 — 라싸에서의 가두시위가 하루만에 중국 당국에 의해 분쇄당하다. 이 날 밤을 소위 "검은 밤"이라고 부른다.[3]
- 10월 1일 — 라싸에서 폭동이 발생, 세라 사원 승려 한 명을 비롯한 6명이 죽고 2명이 다쳤다. 중국 당국은 분쟁 와중에 공안 19명이 다쳤다고 발표했다.[4] 시위자들은 공안에게 돌을 던지고 경찰서에 불을 질렀다. 조캉 사원 앞에서 한 시위자가 공안에게서 총을 빼앗으려 시도했고 위협을 느낀 공안들이 군중에게 발포했다.[5]

1988년
- 3월 5일 — 모늘람 목기원 대법회 행사장이 폭동으로 화하다. 중국 측에 따르면 사망자는 3명이고 티베트측의 주장에서는 30명이라 한다.
- 6월 15일 - 제14대 달라이 라마가 유럽의회에서 중화인민공화국 정부와의 협력을 통해 문제를 해결할 수 있다고 발언하며 중국 정부에 대한 요구를 완화하다.[6]
- 12월 10일 - 라싸에서 폭동이 계속되다. 공안 측 주장에 따르면 1명이 사망했으나 혹자는 12명이 죽었다고도 한다.

1989년
- 1월 19일 — 1988년 폭동에 관여한 자들에 대한 형사처벌이 내려지다. 처벌 수위는 낮으면 징역 3년에서 높으면 사형에까지 이르렀다.
- 1월 28일 — 달라이 라마 다음가는 티베트 불교의 권위자 제10대 판첸 라마가 사망했다. 중국 정부가 몸소 판첸 라마의 환생체를 찾아 나섰다.
- 2월 6일 — 모늘람과 신년회(로사르)에서 폭동이 발생하다. 중국 정부는 로사르 전날 행해지는 연례행사인 "모늘람 첸모"를 취소시키다.
- 3월 5일 — 어느 종교행사가 학살로 끝나다. 중국 측 발표에서는 11명이 죽고 100명이 다쳤다고 되어 있다. 중국 측 주장에 따르면 학살의 원인은 중국 공안들에게 투석이 가해졌기 때문이라 하나 티베트 측에서는 공안이 종교행사를 공격했다고 한다.
- 3월 6일 — 폭동이 라싸 시내 중심부로 번지다. 한인 상점들이 약탈당하고 비상사태가 발령되었다.
- 3월 7일 — 기자를 비롯한 모든 외국인들이 티베트에서 쫓겨났다. 이 때문에 중국 국외에 티베트 상황에 대한 정보가 단절되게 된다. 중국 정부 발표에 따르면 이틀동안 다섯 명이 죽었다고 한다. 그러나 당시 라싸에 소재했던 중국 기자 Tang Daxian은 인민 387명과 종교인 82명이 죽고 부상자는 721명에 달하며 이는 자신이 공안국에서 확인한 보고서에 따른 것이라고 주장한.[7]
- 4월 15일 — 티베트에서 인민해방군을 철수시키자고 주장한 온건파 후야오방이 죽었다. 후야오방의 죽음은 불과 2달 뒤 베이징에서 벌어진 제3차 천안문 사태의 원인이 되었고, 이번에도 중국 당국은 유혈진압을 감행했다.

## 같이 보기
- 중화인민공화국의 티베트 합병
- 티베트 독립운동